# Костел Внебовзяття Пресвятої Діви Марії (Пружани)
Костел Внебовзяття Пресвятої Діви Марії (біл. Касьцё́л Унебаўзя́цьця Найсьвяце́йшай Па́нны Мары́і) — культова споруда, римо-католицький храм у Пружанах Пінської єпархії, збудований в 1883 році. Пам'ятка архітектури неокласицизму.

## Будівництво
У середині ХІХ століття було вирішено побудувати для католиків новий храм поруч зі старим дерев'яним, збудованим ще 1522 року. За його будівництво взявся місцевий шляхтич Валентин Швиковський, який з цією метою запросив з Варшави відомого архітектора Генрика Марконі. Однак після подій повстання 1863 року ще недобудований костел був відібраний та перебудований на православну церкву.
Оскільки старий храм згорів, віряни-католики домоглися того, щоб у Пружанах був хоча б один костел. Нарешті в 1877 році дозвіл був отриманий з умовою, що костел не буде вищим за інші будівлі в місті, а 21 грудня 1878 року був затверджений проект. Зведення храму знову спонсорував Валентин Швиковський; частину коштів (22 000 рублів) видали царські органи влади.
Храм будувався на землі, викупленій парафіянами у поміщика Біліни. Будівництво костелу закінчилося у 1883 році, 29 вересня він був переданий духовній владі. Біля костелу була побудована двоповерхова дзвіниця висотою майже 8 метрів, біля вівтаря якої розташовувалися образи Матері Божої Гостобрамської, Матері Божої з монастиря у Березі-Картуській, Матері Божої Руженцової, святого Антонія, святого Михаїла та інших.
8 вересня 1884 року костел був освячений ім'ям Внебоазяття Матері Божої, святої Ганни та святого Кароля Боромея. Церемонію провів священник Кароль Гринявицький.
1886 року поруч була збудована дерев'яна плебанія.

## Історія
Храм зазнав значних ушкоджень під час Першої світової війни: постраждала будівля, була майже знищена органна частина.
У 1926—1928 роках вікарієм парафії був Фабіан Пачобут-Адляницький.
В 1929—1930 роках за матеріальної підтримки пружанських шляхтичів Дяконського та Марачевського були проведені ґрунтовні відново-будівельні роботи. Храм повністю відремонтували, замінили дах та вікна, провели електроосвітлення. Було відновлено органне приміщення. Перебудували і плебанію, при якій з'явилося нове приміщення для парафіян.
В 1939 році вікарієм був призначений Казимир Свйонтак. Після приходу влади СРСР він був заарештований, перебував у в'язниці. З приходом нацистів він був звільнений, повернувся до костелу та служив до 17 грудня 1944 року, коли знову був заарештований більшовиками. Через неповні 2 роки переїхав до Польщі парафії ксьондз Антоні Ройко, який боявся переслідувань з боку влади. Віряни продовжували збиратися у костелі для молитви без священика ще два роки, доки він не був опломбований 2 березня 1948 року.
19 квітня 1951 року райвиконком вирішив перебудувати будівлю під Будинок культури. Дерев'яні деталі органу використовувалися для його обігріву, металеві з'єднання використали як металобрухт; прикраси костелу та оздоблення використали для пошиття театральних костюмів. Частина речей була розпродана.
На початку 90-х минулого століття віряни стали домагатися повернення костелу. 4 серпня 1991 року в Пружани для проведення душпастирської діяльності відіслали ксьондза Едварда Лоєка, 2 грудня влада дозволила проведення богослужінь у приміщенні Будинку культури в неділю та святкові дні. Перше богослужіння відбулося вже 8 грудня 1991 року.
1 лютого костел був повернений католикам та освячений на честь Матері Божої. 6 лютого з цієї нагоди урочисту службу провів архієпископ Казимир Свйонтак.
Реставрація костелу тривала до 1998 року. Повну інвентаризацію і документацію по реконструкції зробив професор Інституту консервації пам'ятників Краківського політехнічного університету Віктор Зін. Довелося відновлювати чотири стовпи, які тримали склепіння та дах. Зруйновані печі та каміни, поставлені під час перебудови у підвал Будинку культури, замінено старий дах, вікнам надали їхнього попереднього вигляду, та інше.
14 серпня 1998 року відбулася урочиста реконструкція костелу. Акт про це білоруською та польською мовами зберігається у храмі. До 2005 року навколо костелу була збудована огорожа та впорядкована територія. На місці знищеного за комунізму пам'ятника Христа Збавителя встановлено ювілейний хрест до 2000-річчя християнства.

## Архітектура
Пам'ятка архітектури неокласицизму.
Костел прямокутний у плані, накритий двохсхильним дахом. Головний фасад має строгу симетрично-осеву двоярусну композицію, його основна прямокутна площина закінчується високим щитом з трикутним фронтоном, поставленим на прямокутний аттик з боковими увігнутими валютами.
Головний вхід розташований у глибині лоджії, що закінчується циркульною аркою. Боковий фасад ритмічно розділений пілястрами та прямокутними віконними рамами на два яруси.
З тієї причини, що було домовлено, що костел не міг бути вищим за інші будівлі в місті, архітектор відмовився від зведення веж. Склепіння було піднесене майже до самого даху, щоб максимально використати відведений простір.

## Священики
- Кароль Гринявицький
- Зигмунд Цасельський (1889—1892)
- Броніслав Келбас (1929—1930)
- Андрій Ніва (1931—1939)
- Станіслав Лазар (1937—1938)
- Казимир Свйонтак (1939—1944)
- Антоні Ройка (Роек; 1946)
- Едвард Лоєк (1994—2006)